# Ronde van Italië 2012/Twaalfde etappe
De twaalfde etappe van de Ronde van Italië 2012 werd verreden op 17 mei van Seravezza naar Sestri Levante. Het was een heuvelrit over een afstand van 155 km.

## Verloop
Negen renners zorgden voor de ontsnapping van de dag. Naast Martijn Keizer die zich al voor de vierde keer in deze Giro liet zien, was het een internationaal gezelschap bestaande uit de Lars Bak, Sandy Casar, Andrey Amador, Jan Bakelants, Ivan Santaromita, Jackson Rodríguez, Amets Txurruka en Michał Gołaś. Ze kregen een maximale voorsprong van 6'30" waardoor Casar een tijdje virtueel in het roze reed. Op de laatste klim van de dag ging de Pool Gołaś in de aanval, maar werd teruggepakt en moest nadien de rol lossen. Toen bleek dat de vlucht ging standhouden tot de finish, volgde er een spervuur aan demarrages. Uiteindelijk wou geen van de anderen nog achter Lars Bak aan. Die hield op de meet nog elf seconden over op zijn zes laatste medevluchters. Keizer en Gołaś sloten de rij op een driekwart minuut. Ondanks een achterstand van 3'34" kon Joaquim Rodríguez zijn roze trui behouden.

## Rituitslag
| Seravezza - Sestri Levante (155 km) |                     |                              |          |
| Plaats                              | Naam                | Ploeg                        | Tijd     |
| Winnaar                             | Lars Bak            | Lotto-Belisol                | 3u58'55" |
| 2                                   | Sandy Casar         | FDJ-BigMat                   | +11"     |
| 3                                   | Andrey Amador       | Team Movistar                | z.t.     |
| 4                                   | Jan Bakelants       | RadioShack-Nissan-Trek       | z.t.     |
| 5                                   | Ivan Santaromita    | BMC Racing Team              | z.t.     |
| 6                                   | Jackson Rodríguez   | Androni Giocattoli-Venezuela | z.t.     |
| 7                                   | Amets Txurruka      | Euskaltel-Euskadi            | z.t.     |
| 8                                   | Martijn Keizer      | Rabobank                     | +43"     |
| 9                                   | Michał Gołaś        | Omega Pharma-Quick Step      | +48"     |
| 10                                  | Juan Antonio Flecha | Sky ProCycling               | +3'34"   |

## Klassementen
| Algemeen klassement |                    |                         |           |
| Plaats              | Naam               | Ploeg                   | Tijd      |
| Roze trui           | Joaquim Rodríguez  | Team Katjoesja          | 51u19'08" |
| 2                   | Ryder Hesjedal     | Team Garmin-Barracuda   | +17"      |
| 3                   | Sandy Casar        | FDJ-BigMat              | +26"      |
| 4                   | Paolo Tiralongo    | Astana Pro Team         | +32"      |
| 5                   | Ivan Santaromita   | BMC Racing Team         | +49"      |
| 6                   | Roman Kreuziger    | Astana Pro Team         | +52"      |
| 7                   | Beñat Intxausti    | Team Movistar           | z.t.      |
| 8                   | Ivan Basso         | Liquigas-Cannondale     | +57"      |
| 9                   | Damiano Caruso     | Liquigas-Cannondale     | +1'02"    |
| 10                  | Dario Cataldo      | Omega Pharma-Quick Step | +1'03"    |
| 11                  | Eros Capecchi      | Liquigas-Cannondale     | +1'09"    |
| 12                  | Rigoberto Urán     | Sky ProCycling          | +1'10"    |
| 13                  | Michele Scarponi   | Lampre-ISD              | +1'11"    |
| 14                  | Domenico Pozzovivo | Colnago-CSF Inox        | +1'12"    |
| 15                  | Sergio Henao       | Sky ProCycling          | +1'27"    |
| 16                  | Damiano Cunego     | Lampre-ISD              | +1'37"    |
| 17                  | Bartosz Huzarski   | Team NetApp             | +1'48"    |
| 18                  | Sergio Pardilla    | Team Movistar           | +1'51"    |
| 19                  | Sylwester Szmyd    | Liquigas-Cannondale     | +1'53"    |
| 20                  | Johann Tschopp     | BMC Racing Team         | +2'02"    |
|                     |                    |                         |           |
| 22                  | Thomas De Gendt    | Vacansoleil-DCM         | +2'05"    |
| 29                  | Tom Slagter        | Rabobank                | +2'43"    |

| Puntenklassement |                   |                 |        |
| Plaats           | Naam              | Ploeg           | Punten |
| Rode trui        | Mark Cavendish    | Sky ProCycling  | 77     |
| 2                | Matthew Goss      | Orica-GreenEdge | 65     |
| 3                | Joaquim Rodríguez | Team Katjoesja  | 55     |
|                  |                   |                 |        |
| 5                | Martijn Keizer    | Vacansoleil-DCM | 40     |
| 34               | Olivier Kaisen    | Lotto-Belisol   | 20     |

| Bergklassement |                      |                              |        |
| Plaats         | Naam                 | Ploeg                        | Punten |
| Blauwe trui    | Michał Gołaś         | Omega Pharma-Quick Step      | 34     |
| 2              | Miguel Ángel Rubiano | Androni Giocattoli-Venezuela | 24     |
| 3              | Paolo Tiralongo      | Astana Pro Team              | 9      |
|                |                      |                              |        |
| 5              | Jan Bakelants        | RadioShack-Nissan-Trek       | 9      |
| 32             | Martijn Keizer       | Vacansoleil-DCM              | 2      |

| Jongerenklassement |                 |                     |           |
| Plaats             | Naam            | Ploeg               | Tijd      |
| Witte trui         | Damiano Caruso  | Liquigas-Cannondale | 51u20'10" |
| 2                  | Rigoberto Urán  | Sky ProCycling      | +8"       |
| 3                  | Sergio Henao    | Sky ProCycling      | +25"      |
|                    |                 |                     |           |
| 5                  | Tom Slagter     | Rabobank            | +1'41"    |
| 32                 | Jens Keukeleire | Orica-GreenEdge     | +1u12'22" |

| Ploegenklassement |                     |            |
| Plaats            | Ploeg               | Tijd       |
|                   | Team Movistar       | 152u43'08" |
| 2                 | Liquigas-Cannondale | +1'51"     |
| 3                 | BMC Racing Team     | +2'02"     |

1e etappe ·
2e etappe ·
3e etappe ·
4e etappe ·
5e etappe ·
6e etappe ·
7e etappe ·
8e etappe ·
9e etappe ·
10e etappe ·
11e etappe ·
12e etappe ·
13e etappe ·
14e etappe ·
15e etappe ·
16e etappe ·
17e etappe ·
18e etappe ·
19e etappe ·
20e etappe ·
21e etappe
Startlijst · Eindstanden · Afbeeldingen